# Wangen (Ostrach)
Wangen ist eine von acht Ortschaften der baden-württembergischen Gemeinde Ostrach im Landkreis Sigmaringen in Deutschland.

## Geographie

### Geographische Lage
Wangen liegt rund dreieinhalb Kilometer nordwestlich vom Hauptort Ostrach im Tal der Ostrach, zwischen den Ortschaften Jettkofen im Südosten und Weithart im Norden.

### Ausdehnung des Gebiets
Die Gesamtfläche der Gemarkung Wangen umfasst rund 283 Hektar (Stand: 31. Dezember 2010).

## Geschichte
799 wird von einem Mönch des Klosters Reichenau erstmals ein Besitz im heutigen Wangen genannt. Urkundlich erstmals erwähnt wurde Wangen 1187, der Ort gehörte der Grafschaft Heiligenberg.
Ritter Berthold von Urach kaufte 1324 vom Kloster Reichenau mit Abt Diethelm von Castell den Kelnhof in Wangen, im November desselben Jahres kam Wangen zur Grafschaft Sigmaringen. 1463 kam Wangen zu Heiligenberg, 1534 mit der Grafschaft Sigmaringen als österreichisches Lehen an Karl von Hohenzollern, 1540 an Friedrich von Fürstenberg.

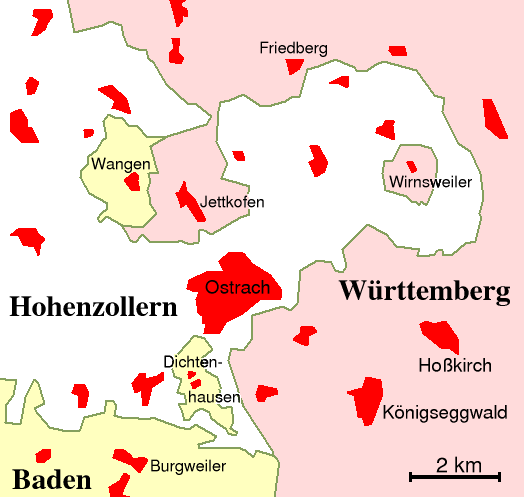
Grenzziehung zwischen Baden, Hohenzollern und Württemberg bei Ostrach

1806 wurde Wangen im Zuge der Neuordnung in der Napoleonischen Zeit badische Exklave inmitten hohenzollerischer und württembergischer Gemeinden. 1843 kam Wangen zum Bezirksamt Pfullendorf und 1936 zum Landkreis Überlingen.
Im Vorgriff auf die Verwaltungsreform war Wangen 1969 zum Landkreis Sigmaringen gekommen.
Im Zuge der Gebietsreform in Baden-Württemberg wurde Wangen zum 1. Dezember 1971 nach Ostrach eingemeindet.

### Einwohnerentwicklung
In der Tabelle steht die Einwohnerentwicklung von Wangen.
| um 1660 | 1961 | 1971 | 2012 (31.12.) | 2014 (31.07.) |
| 11      | 156  | 167  | 145           | 139           |

### Ortsname
1248 erschien der Ortsname Wangin, 1468 Wanggen. Das Wort Wangen kommt von „Wang“ (= Ebene, Feld, natürlich grünendes ebenes Gelände).

## Politik

### Ortsvorsteher
Ortsvorsteher ist Franz Steinhart (2025).

### Wappen
Das Wappen der ehemaligen Gemeinde Wangen zeigt In Silber auf grünem Schildfuß einen natürlichen Pflug, nach anderer Quelle In Blau auf rotem Schildfuß einen silbernen Pflug.

## Kultur und Sehenswürdigkeiten

### Bauwerke
- Die Sankt-Michaels-Kapelle ist ein romanischer Bau aus dem 12. Jahrhundert. Nach Beschädigung während des Dreißigjährigen Kriegs wurde die Kapelle 1676 wieder instand gesetzt 1895 und 1959 renoviert. Die anno 1900 angeschaffte Glocke, auch Wetterglocke genannt, wurde dann geläutet, wenn schwere Gewitter mit Sturm und Hagel herannahten, und rief die Dorfbewohner dazu auf, die Wetterkerze anzuzünden und um den Schutz der Herrgotts für Mensch, Tier und Hof zu beten. Ansonsten wurde die Glocke regelmäßig dreimal täglich von Hand geläutet. Dieser Zustand änderte sich während der Amtszeit von Pfarrer und Kammerer Georg Moser, der 1963 eine elektrische Läutanlage einbauen ließ.[9]
- Rund 500 Meter nordwestlich von Wangen auf dem 620 m ü. NN hohen „Leiterberg“ befindet sich die Burgstelle der Burg Leiterberg. Von der abgegangenen Spornburg finden sich heute nur noch wenige Reste.

### Dreiländereck
Am Rande des Bühls, südwestlich von Wangen (Koordinaten), gab es 1806 eines von vier Dreiländerecken auf der Gemarkung Ostrach, dessen Teilorte in Baden, Hohenzollern und Württemberg lagen, an der die drei Länder auf einen gemeinsamen Grenzpunkt stießen. Ein Grenzpfosten mit einer Hinweistafel des Grenzsteinmuseums Ostrach und den drei Wappen der ehemaligen Länder markiert diesen Punkt. Die anderen Dreiländerecken liegen bei Magenbuch, Laubbach und Jettkofen.

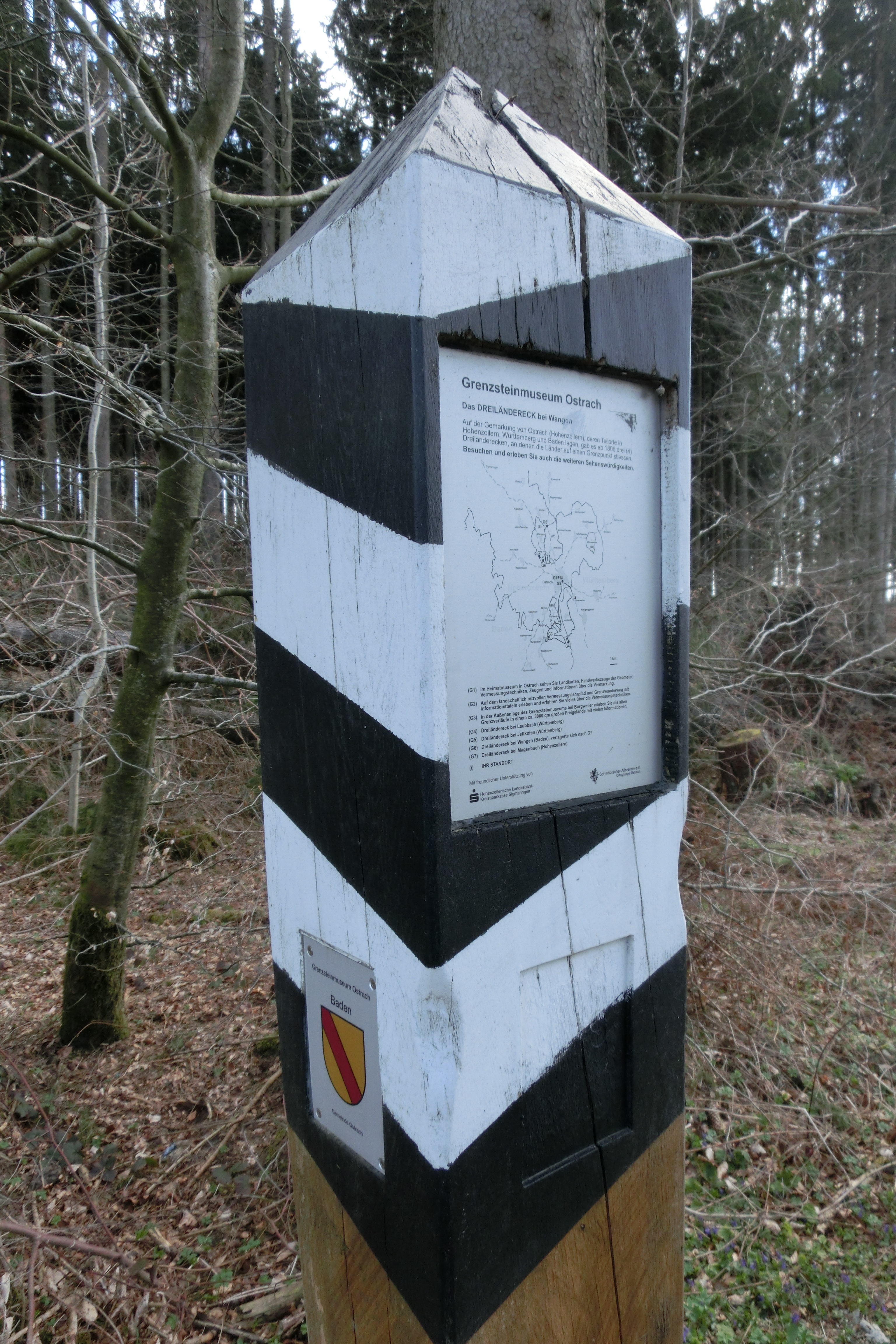
Grenzpfahl
Baden
Hohenzollern
Württemberg

## Wirtschaft und Infrastruktur

### Bürgerbus

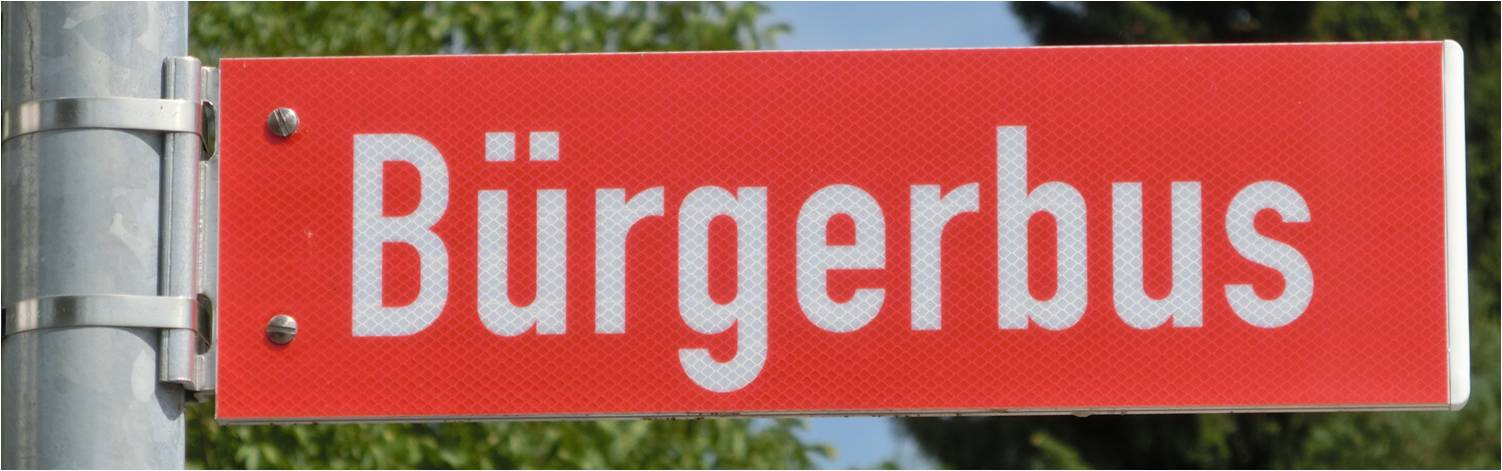
Haltestelle „Bürgerbus“

Der Ostracher Bürgerbus ergänzt den öffentlichen Nahverkehr und verbessert unter anderem die Mobilität von Menschen mit Behinderungen. An drei Tagen in der Woche fährt der Bus nach einem festen Plan zwischen der Ostracher Ortsmitte und Jettkofen, Wagen, Bernweiler, Einhart, Levertsweiler, Lausheim sowie Magenbuch.

Der Bürgerbus wird von der Gemeinde Ostrach finanziert und vom Bürgerbus-Verein sowie ehrenamtlichen Fahrern und Helfern betrieben.